# Csóka Dániel
Csóka Dániel (Zalaegerszeg, 2000. április 4. –) magyar labdarúgó, hátvéd, jelenleg a Zalaegerszegi TE labdarúgója.

## Pályafutása

### Klubcsapatokban
A zalaegerszegi Szőcs János Labdarúgó Akadémián nevelkedett, több angol csapat is figyelemmel követte, de végül 2017 januárjában az angol Wolverhamptonhoz szerződött. Többször is kölcsön lett adva 2019-ben, a Dunaszerdahely csapatához, illetve a Somorjához is.
2020-ban miután lejárt a szerződése a Wolverhamptonnál, a szintén angol Wimbledon gárdájához igazolt, itt két szezon alatt 37-szer jutott játéklehetőséghez.
2022 nyarán hazaigazolt nevelőegyesületéhez, a Zalaegerszeghez.

### A válogatottban
Az U16-os csapattól egészen az U21-ig végigjárta az összes utánpótlás válogatottat.

## Családja
Apja, Csóka Zsolt magyar bajnok labdarúgó.

## Sikerei, díjai

### Klubcsapatokkal
Zalaegerszegi TE
- Magyar kupagyőztes: 2022–23